# Primadonna (programma televisivo)
Primadonna è stato un programma televisivo italiano, ideato da Gianni Boncompagni ed Irene Ghergo, andato in onda su Italia 1 in fascia preserale dal 30 settembre al 15 novembre 1991, dal lunedì al venerdì, con la conduzione di Eva Robin's e Antonello Piroso.

## La trasmissione
La trasmissione, ideata da Boncompagni e la Ghergo e diretta dallo stesso Boncompagni, era uno spin-off di Non è la Rai, condotta all'epoca da Enrica Bonaccorti su Canale 5, e si proponeva come un talk show leggero con alcuni giochi telefonici per il pubblico a casa ed è andata in onda dal 30 settembre al 15 novembre 1991 alle 19 su Italia 1. Il programma era condotto da Eva Robin's insieme al giornalista Antonello Piroso con la partecipazione di Claudia Gerini e andava in onda, così come Non è la Rai, dallo studio 1 del Centro Safa Palatino di Roma, e anche il cast era molto simile.
Oltre ai presentatori erano presenti trenta ragazzi e trenta ragazze nei panni di cadetti della Marina e di Marinarette che fungevano da pubblico in studio della trasmissione; tra i ragazzi che interpretavano i cadetti della Marina erano presenti tra gli altri Antonio Zequila, Riccardo Rossi, Daniele Liotti, Nicola Maccanico e Claudio Coreno, mentre tra le Marinarette erano presenti diverse ragazze di Non è la Rai come Miriana Trevisan, Laura Freddi, Cristina Quaranta, le gemelle Ilaria e Nicoletta De Simoni e Ilaria Galassi, oltre ad una giovanissima Romina Gerini (sorella di Claudia). In studio poi erano presenti anche le componenti del gruppo musicale Le Strangers, creato da Boncompagni nella stagione 1990/1991 di Domenica in. In questa trasmissione Le Strangers cambiarono nome in Piccole Italiane e da sei passarono a quattro: Gabriella Fazzino, Sabrina Marciano, Giovanna Salvucci, Elena Trastulli.
Il programma partì tra molte polemiche sorte da parte di alcune associazioni cattoliche le quali ritenevano che Eva Robin's, transgender (ma all'epoca si usava il termine ermafrodito), fosse un personaggio non consono per un programma in onda durante la fascia protetta e che quindi poteva essere visto anche dai bambini, ma il regista Boncompagni e l'autrice Ghergo ribadirono la loro scelta, esprimendo piena fiducia alla conduttrice ed alla fine, una volta appurata la totale sobrietà e normalità dei contenuti della trasmissione, tutte le polemiche si placarono.
Comunque, a causa dei bassi ascolti registrati, il programma fu chiuso dopo appena due mesi di trasmissione e Claudia Gerini venne ricollocata a Non è la Rai, seppure "retrocessa" da co-presentatrice a semplice componente del cast della trasmissione, al pari di tutte le altre ragazze.